# Green Park Station
Green Park Station er en London Underground-station beliggende på den nordlige side af Green Park, nær krydset mellem Piccadilly og gangstien Queen's Walk. Den ligger i takstzone 1.
Stationen betjenes af Piccadilly line, mellem Piccadilly Circus og Hyde Park Corner, Victoria line, mellem Victoria og Oxford Circus, og Jubilee line, mellem Bond Street og Westminster.

## Historie og anlæg
Stationen blev åbnet den 15. december 1906 af Great Northern, Piccadilly and Brompton Railway (GNP&BR), forløberen for Piccadilly line. Stationen hed oprindeligt Dover Street grundet beliggenheden i denne gade. Da stationen blev genopbygget i 1933 med rulletrappeadgang til perronerne, blev en ny underjordisk billethal bygget mod vest under kørebanen, og nye stationsindgange blev anlagt på hjørnet af Piccadilly og Stratton Street og på sydsiden af Piccadilly. På dette tidspunkt blev stationens navn også ændret.
Med genopbygningen af stationen og lignende arbejder på Hyde Park Corner blev den kun lidt benyttede Piccadilly line-station mellem disse to i Down Street taget ud af drift.
Victoria line-perronerne åbnede den 7. marts 1969. Skifte mellem denne bane og Piccadilly line foregik gennem billethallen (uden at skulle passere billetbommene). Selv i dag involverer et skifte mellem Jubilee eller Victoria line og Piccadilly line en lang gåtur. Jubilee line-perronerne åbnede den 1. maj 1979, på hvilket tidspunkt den næste station mod syd på Jubilee line var den daværende sydlige endestation, Charing Cross (disse perroner blev lukket, da Jubilee line blev forlænget i en ny linjeføring mod Westminster). Samtidig blev skiftefaciliteterne på Green Park forbedret. Når man rejser mod syd fra Green Park på Jubilee line, kan man se, hvor den nye bane divergerer fra den gamle, fra toget. På trods af at der ikke kører passagertog til Charing Cross på Jubilee line mere, benyttes den gamle bane jævnligt til at vende tog, når banens østlige del er lukket ved sporarbejder.
Den 9. oktober 1975 detonerede terrorister fra det provisoriske IRA en bombe udenfor Green Park Station, der dræbte 23-årige Graham Ronald Tuck. Lignende angreb under konflikten i Nordirland medførte dødsfald på West Ham Station i 1976 og på Victoria Station i 1991.
I maj 2009 begyndte arbejdet med at installere to elevatorer fra billethallen til Victoria line-perronerne og en eksisterende gangtunnel for skiftende passagerer mellem Piccadilly og Jubilee-perronerne. Dette arbejde var fuldendt før tid i august 2011, da de nye elevatorer blev taget i brug sammen med en tredje elevator mellem gadeniveau på sydsiden af Piccadilly og billethallen. Hele banen har trinfri adgang til togene, hvilket gør stationen fuldstændig tilgængelig, som den første indenfor Circle line. Der er også en ny rampe fra billethallen og ind i parken med grønne vægge og et betagende udhæng over trappen og elevatorerne på sydsiden af Piccadilly. De nye overjordiske anlæg indeholder kunst i Portland-stenbeklædningen designet af John Maine RA.

## I populærkulturen
I filmatiseringen af Henry James' The Wings of the Dove fra 1997 foregår åbningsscenen på de østgående perroner på både Dover Street og Knightsbridge Stationer, begge filmet i det samme studieset, fuldendt med en virkende genskabning af et 1906-materiel.

## Transportforbindelser
London buslinje 9, 14, 19, 22, 38 og C2 betjener stationen.

## Galleri
- Jubilee line på Green Park Station
- Victoria line-perron og -tog, kort før renoveringen for nye tog